# Бернхард Рајцхамер
Бернхард Рајцхамер (Инзбрук, 17. јун 1994) аустријски је пливач који плива спринтерске трке у све четири пливачке дисциплине.

## Спортска каријера
Међународну такмичарску каријеру тзапочео је током 2014. и на почетку каријере углавном се базирао на такмичења светског купа и пливачке митинге у малим базенима. Године 2017. по први пут је наступио на европском првенству у малим базенима у Копенхагену где се пласирао у финале трке на 100 мешовито у којој је заузео шесто место. Годину дана касније наступио је и на европском првенству у великим базенима у Глазгову, те на светском првенству у малим базенима у Кини.
Први наступ на светским првенствима у великим базенима имао је у корејском Квангџуу 2019. где је наступио у чак четири појединачне дисциплине. Најбољи резултат у Кореји остварио је у трци на 50 прсно коју је окончао на 21. месту у квалификацијама. Није успео да прође квалификације ни у наредне три трке, на 50 леђно је био 24, на 100 леђно 29. и на 50 слободно је заузео 49. место.